# Glyptodontinae
De Glyptodontinae zijn een onderfamilie van uitgestorven zoogdieren uit de familie Chlamyphoridae. Deze verwanten van de hedendaagse gordeldieren konden zo groot worden als een kleine auto: drie tot vier meter lang, circa anderhalve meter hoog en ongeveer een ton zwaar. De Glyptodontinae stierven een paar duizend jaar geleden uit. Uit onderzoek uit 2016 bleken de glyptodonten het nauwst verwant aan de onderfamilies Chlamyphorinae en Tolypeutinae uit de familie Chlamyphoridae. Sindsdien worden de glyptodonten als onderfamilie gerekend binnen deze familie.

## Beschrijving
Hun grote koepelvormige en vijf centimeter dikke rugpantser, bestaande uit talloze kleine hoornplaatjes, was bij de randen flexibeler omdat de hoornplaatjes daar in rechte lijnen lagen en niet aan elkaar vastzaten. De Glyptodontinae waren trage grazers van de savannen van Zuid-Amerika. Ze hadden grote maalkiezen en krachtige kaakspieren voor het kauwen van grassen en andere taaie planten. Toen in het Plioceen de landengte van Centraal-Amerika tot stand kwam, behoorden de Glyptodontinae tot de diersoorten die de tocht naar het noorden maakten. Leden van de geslachten Glyptotherium en Glyptodon bereikten zo Centraal-Amerika en het zuiden van Noord-Amerika.

## Fossiele vindplaatsen
Fossielen van Glyptotherium worden regelmatig samen gevonden met de capibara, wat wellicht aangeeft dat dit geslacht leefde in waterrijke gebieden. De Glyptodontinae leefden tot ongeveer 15-10.000 jaar geleden. Ze figureren nog in oude Indianen-legendes.
Een van de uitgestorven soorten is Parapropalaehoplophorus septentrionalis.